# Fire and Gasoline (Spontaneously Combustible) – Live!
Fire and Gasoline (Spontaneously Combustible) – Live! ist das zweite Livealbum der schweizerischen Hard-Rock-Band Krokus.

## Hintergrund
Im Gegensatz zum ersten Livealbum Alive and Screamin’ entstand das von Patrick Aeby und Dominique Favez produzierte Livealbum Fire and Gasoline (Spontaneously Combustible) – Live! zu einem Zeitpunkt, als sich Krokus gerade auf einem Höhenflug befanden: Die vorhergehende Studioveröffentlichung Rock the Block war das erste Nummer-eins-Album der Bandgeschichte und verzeichnete überdies Platin in der Schweiz. Mit dieser Euphorie im Gepäck ging es im Anschluss an die Rock the Block European Tour, bei der die Band Konzerte in ihrem Heimatland, in Spanien, in Schweden, in Österreich, in Deutschland und in den Niederlanden gab. Für das Livezeugnis wurden die drei Shows in Zuchwil, Herisau und Zürich in der Schweiz, sowie der Auftritt auf dem Sweden Rock Festival in Sölvesborg, Schweden, verwendet. Mit vielen Bandklassikern von den Alben Metal Rendez-Vous, Hardware, One Vice at a Time, Headhunter und Heart Attack aber auch ein paar Songs jüngeren Datums von To Rock or Not to Be und eben Rock the Block im Rücken vermochte es die Band, deren Besetzung sich zum Studiovorgänger nicht veränderte, die Frische und Spielfreude vom Studio auf die Bühne zu übertragen. Die Fans in der Schweiz honorierten dies mit Platz 6 in den heimischen Albumcharts. Doch trotz dieser erfolgreichen Erlebnisse konnte die Bandbesetzung wieder einmal nicht zusammengehalten werden. Nach dem Ausstieg des langjährigen Bandleaders und Songwriters Fernando von Arb übernahm Mandy Meyer für die nachfolgende Nordamerikatour die Leadgitarre. Außerdem vollzog sich mit dem Wechsel von Patrick Aeby zu Stefan Schwarzmann eine weitere Veränderung auf der Schlagzeugposition, ehe der Studionachfolger Hellraiser eingespielt werden sollte. Fire and Gasoline (Spontaneously Combustible) – Live! wurde neben der regulären Standardedition auch als Limited Edition veröffentlicht, die neben den beiden Live-CDs zusätzlich die nur in diesem Paket verfügbare DVD Live at the Montreux Jazz Festival enthält.

## Titelliste

### CD1
1. Heatstrokes (4:00) (Fernando von Arb/Chris von Rohr) (von Metal Rendez-Vous)
2. Mad World (3:42) (von Arb/Marc Storace) (von Rock the Block)
3. Flying through the Night (3:48) (von Arb/Many Maurer/Jürg Naegeli/Storace) (von To Rock or Not to Be)
4. American Woman (4:25) (Randy Bachman/Burton Cummings/Jim Kale/Garry Peterson) (von One Vice at a Time)
5. I Want It All (3:47) (Tony Castell/von Arb/Storace) (von Rock the Block)
6. Bad Boys, Rag Dolls (4:05) (von Arb/von Rohr/Storace) (von One Vice at a Time)
7. Tokyo Nights (6:06) (von Arb/von Rohr/Naegeli) (von Metal Rendez-Vous)
8. Stayed Awake All Night (7:24) (Bachman) (von Headhunter)
9. Down the Drain (3:35) (von Arb/von Rohr) (von One Vice at a Time)
10. Fire (5:51) (von Arb/von Rohr) (von Metal Rendez-Vous)
11. Rock ’n’ Roll Tonight (7:33) (Storace/von Arb/Mark Kohler/von Rohr/Dani Crivelli) (von Heart Attack)

### CD2
1. Throwing Her China (4:23) (von Arb/Storace) (von Rock the Block)
2. Screaming in the Night (7:09) (von Arb/von Rohr/Storace/Butch Stone/Kohler) (von Headhunter)
3. Rock City (5:31) (von Arb/von Rohr) (von Hardware)
4. Easy Rocker (5:07) (von Arb/von Rohr) (von Hardware)
5. Back-Seat Rock ’n’ Roll (3:11) (von Arb/von Rohr/Naegeli) (von Metal Rendez-Vous)
6. Rock the Block (3:00) (von Arb/Storace) (von Rock the Block)
7. Long Stick Goes Boom (5:37) (von Arb/von Rohr/Storace) (von One Vice at a Time)
8. Eat the Rich (5:31) (von Arb/von Rohr/Storace/Stone) (von Headhunter)
9. Bedside Radio (3:26) (von Arb/von Rohr/Naegeli) (von Metal Rendez-Vous)

### Coverversionen
- „American Woman“ ist eine The-Guess-Who-Coverversion. Das Lied wurde ursprünglich 1970 auf dem gleichnamigen Album The Guess Who veröffentlicht.
- „Stayed Awake All Night“ ist eine Bachman-Turner-Overdrive-Coverversion. Das Lied wurde ursprünglich 1973 auf dem Album Bachman-Turner Overdrive veröffentlicht.

## Besetzung
Gesang: Marc Storace
Leadgitarre: Fernando von Arb
Rhythmusgitarre: Dominique Favez
Bass: Tony Castell
Schlagzeug: Patrick Aeby